# Таукай-Гайна
Таука́й-Гайна́ (рос. Тауҡай-Гәйнә, башк. Тауҡай-Гәйнә) — село у складі Міякинського району Башкортостану, Росія. Входить до складу Качегановської сільської ради.
Населення — 156 осіб (2010; 223 в 2002).
Національний склад:
- татари — 52%
- башкири — 48%